# Récréations Collection
 (mars 2021).
RéCréation est une web-série canadienne (Québec) en 22 épisodes de 5 minutes, produite par Tobo et diffusée à partir du 28 septembre 2020.
RéCréations, c’est une collection d’ateliers vidéo dans lesquels un artiste explore sa discipline de création et la transmet. Dans chaque série d’ateliers, un artiste présente sa démarche par la pratique avec des mises en œuvre accessibles à tous.

## Synopsis
RéCréations, c’est une collection d’ateliers vidéo avec : 
- Patsy Van Roost et son projet Empatsy[1], art urbain;
- K. Goldstein et son projet BigBangBoum[2], danse, chorégraphie et vidéo;
- André Pappathomas et son projet De bouche à oreille[3], exploration vocale et sonore.

## Distribution
Patsy Van Roost : 
Surnommée La fée urbaine, Patsy Van Roost explore les quartiers afin d’orchestrer des expériences participatives, artistiques et rassembleuses qui encouragent les gens à se rencontrer et surtout, à se raconter. Avec sa machine à coudre, des pochoirs, des craies, des banderoles, des fenêtres qui s’illuminent, des cure-pipes et des portes qui s’ouvrent, Patsy tisse des liens entre voisins et passants. Elle a développé une forme d'art urbain qui repose la participation active de la population; des résidents d'un quartier, aux enfants des écoles. Ses projets contribuent à renforcer le sentiment d'appartenance dans la communauté.
En mars 2017 la ville de Montréal l’a nommée Bâtisseuse de la cité et en 2018 elle a reçu le prix Charles-Biddle.
K. Goldstein :
Danseur et chorégraphe, K Goldstein fonde la Compagnie KeatBeck en 2010 dans une démarche d’expérimentation, de réflexion autour de l’image du danseur et de la condition du spectateur. Son projet artistique Dancekeat, courtes vidéos qui exposent chaque semaine une chorégraphie conçue pour un nouveau paysage - forêts, plages, campagnes, montagnes, villes, lieux culturels - l’amène à travers la planète. KeatBeck réalise aussi de nombreux projets avec des établissements scolaires et des institutions culturelles telles que le Centre Georges Pompidou afin de développer la création chorégraphique. Chaque année, la Compagnie fait danser plus de 400 personnes, jeunes et moins jeunes. Elle a été invitée à présenter ses actions de création dans plusieurs événements à l’international, entre autres en France, au Québec et en Arménie.
André Pappathomas :
Compositeur, concepteur et metteur en scène, l’artiste interdisciplinaire André Pappathomas collabore avec le monde des arts visuels, du théâtre, de la poésie, de la littérature et de la danse. C’est à titre de directeur de chœur qu’il a développé et investi son art. À la direction de l’Ensemble vocal Mruta Mertsi, il a exploré une méthode d’improvisation contrôlée et découvert un potentiel insoupçonné dans cette forme d’expression musicale. Invité à la partager avec des ensembles vocaux d’ici et d’ailleurs, il conçoit de nombreux concerts et installations sonores, dont Souffles, qui a réuni sur scène dix chœurs de dix pays différents. 
En 2017, André Pappathomas a été le premier lauréat du prix Artiste dans la communauté remis par Les Arts et la Ville de Montréal et le Conseil des Arts et des Lettres du Québec, ainsi que finaliste au 32e Grand Prix du Conseil des Arts de Montréal pour le concert Souffles.

## Épisodes
1. Empatsy avec Patsy Van Roost - Le mot
2. Empatsy avec Patsy Van Roost - Le mobile
3. Empatsy avec Patsy Van Roost - La banderole
4. Empatsy avec Patsy Van Roost - La recette
5. Empatsy avec Patsy Van Roost - Cher voisin
6. Empatsy avec Patsy Van Roost - Ici, un souvenir
7. Empatsy avec Patsy Van Roost - Les super voisins
8. Big Bang Boum avec K. Goldstein - Ici la Terre!
9. Big Bang Boum avec K. Goldstein - Lundi : le cosmonaute sur la Lune
10. Big Bang Boum avec K. Goldstein - Mardi : Mars est en feu
11. Big Bang Boum avec K. Goldstein - Mercredi : Vive la révolution de Mercure!
12. Big Bang Boum avec K. Goldstein - Jeudi : les éclairs de Jupiter
13. Big Bang Boum avec K. Goldstein - Vendredi : C'est la tempête sur Vénus
14. Big Bang Boum avec K. Goldstein - Samedi : Saturne fait du hula-hoop
15. Big Bang Boum avec K. Goldstein - Dimanche : le soleil brille, les astres dansent!
16. De bouche à oreille avec André Pappathomas - Les notes en nous
17. De bouche à oreille avec André Pappathomas - La voix en montagnes russes
18. De bouche à oreille avec André Pappathomas - Le chant de tous les jours
19. De bouche à oreille avec André Pappathomas - De voir le son
20. De bouche à oreille avec André Pappathomas - Chanter son prénom
21. De bouche à oreille avec André Pappathomas - Les instruments inventés
22. De bouche à oreille avec André Pappathomas - Les langues inventées

## Fiche technique
- Réalisation : Chloë Mercier
- Productrice : Florence Roche
- Société de production : Tobo
- Directeur de production : Yves Banchongphanith
- Directeur photo : Jean-François Perreault
- Directrice artistique : Amy Keith
- Son : Marc Tawil
- Montage : Mariko Montpetit
- Musique : XS
- Studio : Livart

## Articles
(février 2021).
1. "Famille : des idées de fée pour répandre la magie sur La Presse
2. 'Patsy Van Roost : Mieux vaut célébrer l’autre et prendre soin de lui plutôt que d'en avoir peur''sur Blogue Bayam
3. 'Rencontre avec le chorégraphe K Goldstein' sur Blogue Bayam
4. 'André Pappathomas aide les enfants à trouver leur ‘voix' sur Blogue Bayam